# 日本の高速道路

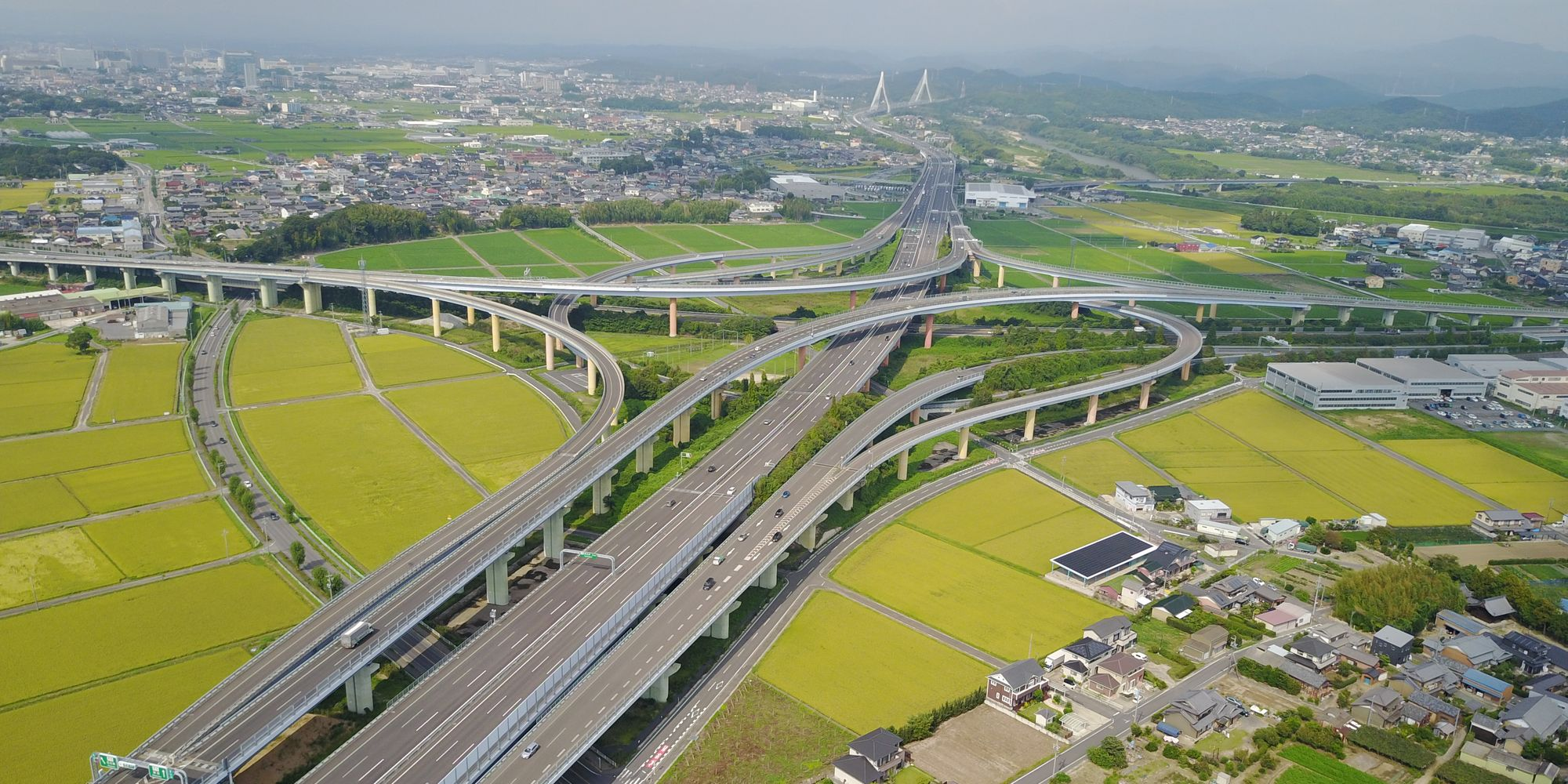
東名高速道路及び伊勢湾岸自動車道の豊田JCT

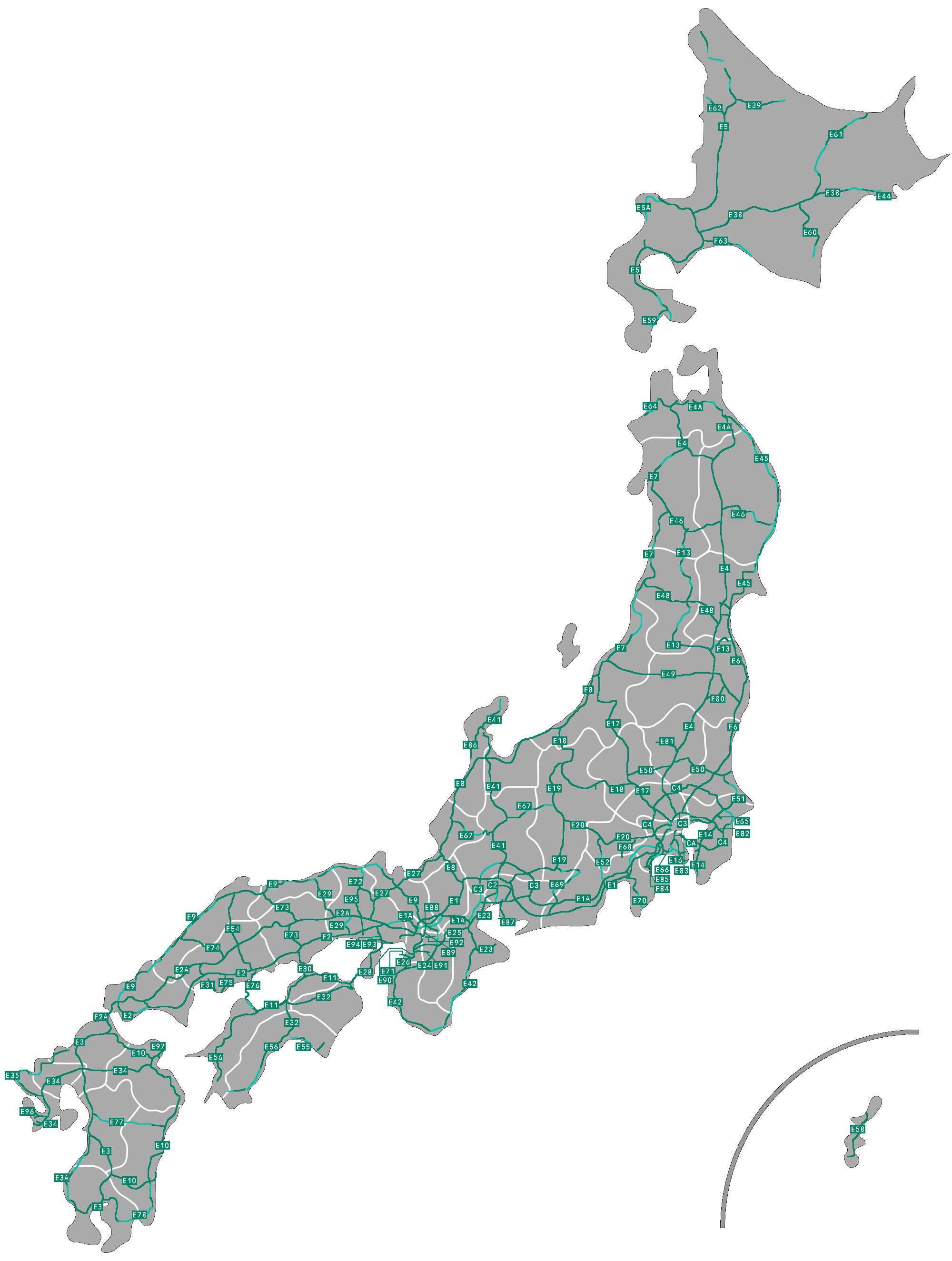

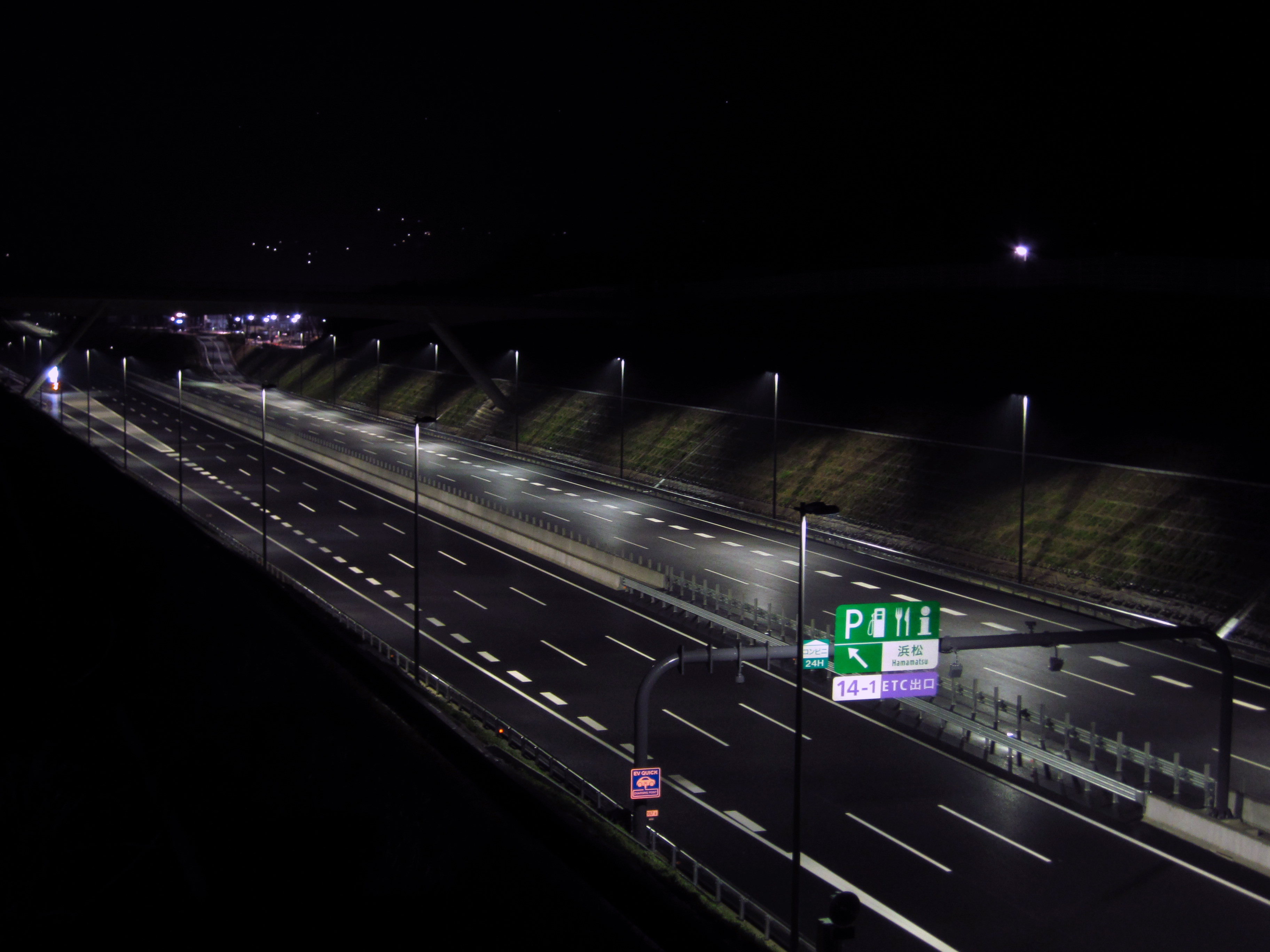
開通前夜の新東名高速道路

日本の高速道路（にっぽんのこうそくどうろ）は、日本の高速自動車国道と自動車専用道路とを合わせた道路を指す。従って自動車専用の道路である。日常生活などで略す場合や他の語と組み合わせる場合は「高速」ということがある。
日本での高速道路の公式な英語表記にはExpressway（略記：EXPWY・エクスプレスウェイ）が用いられるが、俗にHighway（ハイウェイ）と呼ばれることがある。元々米国で「Highway」は幹線道路という意味であり、一般国道を含めた国道（英語: National Highway）や主要地方道等の主要道路全体を指す。日本の高速道路は幹線道路としての機能も有するため、Highwayというカテゴリの道路の1種であると言うこともできる。

## 法令上の定義
法令上の高速道路の定義は、概ね「高速自動車国道」と「自動車専用道路」とを合わせたものとするが、詳細はいくつかのものがある。一般自動車道は含まれない。
高速道路株式会社法（平成16年法律第99号）
第2条第2項
この法律において「高速道路」とは、次に掲げる道路をいう。
1. 高速自動車国道法（昭和三十二年法律第七十九号）第四条第一項に規定する高速自動車国道
2. 道路法第四十八条の四に規定する自動車専用道路（同法第四十八条の二第二項の規定により道路の部分に指定を受けたものにあっては、当該指定を受けた道路の部分以外の道路の部分のうち国土交通省令で定めるものを含む。）並びにこれと同等の規格及び機能を有する道路（一般国道、都道府県道又は同法第七条第三項に規定する指定市の市道であるものに限る。以下「自動車専用道路等」と総称する。）

交通の方法に関する教則（昭和53年国家公安委員会告示第3号）
第7章
「高速道路とは、高速自動車国道と自動車専用道路をいいます。高速道路では、ミニカー、小型二輪車（注8）、原動機付自転車は通行できません。また、農耕用作業車のように構造上毎時50キロメートル以上の速度の出ない自動車やほかの車を牽引しているため毎時50キロメートル以上の速度で走ることのできない自動車も、高速自動車国道を通行することはできません。」
用語のまとめ
注8 小型二輪車……総排気量については125cc以下、定格出力については1.00キロワット以下の原動機を有する普通自動二輪車

## 必要条件・通行条件
道路構造令で第1種、第2種に区分する道路が高速道路であるが例外的に第3種第1級の道路を出入り制限して自動車専用道路に指定している道路もある。
高速道路は、以下の条件を満たす必要がある。
- 出入りはインターチェンジ（以下、IC）のランプに限られること。
- 原則として、往復車線が中央分離帯によって分離されていること（暫定2車線を除く）。
- 他の道路、鉄道等との交差方式は立体交差であること。
- 自動車の高速通行に適した線形になっていること。

高速道路の通行条件は以下のようになっている。
- 自動車専用
  - 歩行者、軽車両、ミニカーは通行できない。
  - 高速自動車国道及び最低速度制限のある自動車専用道路では小型特殊自動車やほかの車をけん引している自動車など、50 km/h以上の速度を出せない自動車も通行不可
  - 125 cc以下の自動二輪車（小型自動二輪車）、原動機付自転車は通行できない。
    - 自動二輪の2人乗りに関しては、1965年から禁止となっていたが、アメリカ合衆国連邦政府から「非関税障壁である」と指摘され、2005年の法改正に伴い、2人乗りの禁止が解禁された。21歳以上かつ免許（大型二輪または普通二輪）を受けていた期間が3年以上であれば、運転者以外の人を乗車させて運転できる（首都高速道路の一部区間など、標識で二人乗り禁止と指示されている区間は除く）。
- 高速道路では駐車（サービスエリア・パーキングエリアを除く）及び停車（料金所などを除く）、転回、車両横断、後退が禁止されている。
- 最高速度・最低速度については、それぞれ各項目を参照のこと。

## 分類
日本の高速道路には、以下のものがある。
- 高規格幹線道路
  - 高速自動車国道（A路線）
    - 高速自動車国道法第四条（高速自動車国道の意義及び路線の指定）に基づく高速自動車国道の路線を指定する政令で指定される路線。本来国道の建設及び管理は道路管理者である国土交通大臣が行うことになっているが、新直轄区間を除き高速自動車国道については法令により、東日本・中日本・西日本の各高速道路会社（民営化以前は日本道路公団（JH））に委任されている。
      - 国土開発幹線自動車道（国幹道）
        - 国土開発幹線自動車道建設法に基づき建設することが予定されている高規格幹線道路の一つ。現在の総距離は、未開通区間も含め11,520 kmとなっている。予定路線のうち基本計画が決定した区間から、順次政令で高速自動車国道の路線を指定する。

      - 高速自動車国道として建設すべき道路の予定路線（国土開発幹線自動車道の予定路線を除く）のうちから、政令でその路線を指定したもの
        - 成田国際空港線・関西国際空港線・関門自動車道・沖縄自動車道の4路線が指定されている。

  - 高速自動車国道に並行する一般国道自動車専用道路（A'路線）
    - 本来高速自動車国道で整備される路線のうち、全区間整備の必要性は低いが、部分的にこれに並行して混雑解消や山間部の隘路解消のため、並走する一般国道の整備が急務となっている一部区間を先行整備した道路。高速自動車国道へ編入されることもある。公費（国と県の建設費負担は2対1）または追加で東日本・中日本・西日本の各高速道路会社（民営化以前は日本道路公団（JH））から建設費を投入されて建設。

  - 国土交通大臣指定に基づく高規格幹線道路（一般国道の自動車専用道路）（B路線）
    - 道路法第48条の2に基づき、国土交通大臣が指定した道路。並走する一般国道のバイパス道路として建設されることから、公費（国と県の建設費負担は2対1）または追加で東日本・中日本・西日本の各高速道路会社（民営化以前は日本道路公団（JH））から建設費を投入されて建設。

  - 本州四国連絡道路
    - B路線に準じる。

- 地域高規格道路
  - 都市圏自動車専用道路
    - 都市高速道路及び重要路線（一般国道1号横浜新道、一般国道2号第二神明道路等）。

  - 一般
    - 都市圏自動車専用道路を除く地域高規格道路のうち、自動車専用道路であるもの[注釈 1]。

- その他の自動車専用道路
  - 高規格幹線道路及び地域高規格道路に分類されない自動車専用道路。

高速道路の種類や建設方式が複雑化した背景として、省間の利害対立や建設費用の捻出方法の違いなどが挙げられる。

## 各路線の命名規則
高速自動車国道の道路名は、「○○高速道路」や「○○自動車道」のように呼ばれる。
なお、道路名と路線名が異なる場合がある。具体例は以下の通り。
- 道路名：東名高速道路（略称：東名高速、東名）
  - 路線名：高速自動車国道第一東海自動車道
  - 英称：TOMEI EXPRESSWAY（英略称：TOMEI EXPWY）
- 道路名：東北自動車道（略称：東北道）
  - 路線名：高速自動車国道東北縦貫自動車道弘前線
  - 英称：TOHOKU EXPRESSWAY（英略称：TOHOKU EXPWY）

高規格幹線道路の路線名は「○○自動車道」という路線名になっているが、これは道路運送法に基づく自動車道ではなく、道路法に基づく道路である。これは、国土開発幹線自動車道建設法制定の際、国土開発幹線自動車道を建設省所管の道路とするか運輸省所管の自動車道とするかの結論が出ず、結局後の高速自動車国道法によって「道路であること」が規定されたという経緯による。
「高速道路」の呼称が用いられるのは、高速自動車国道では東名高速道路・新東名高速道路・名神高速道路・新名神高速道路のみであるが、これは両道路の計画・建設の進められる過程で、広く民間において「高速道路」の通称が使用され、命名の時点で一般に最も定着しているという歴史的な背景を考慮して、例外的に採用されたものである。
中央自動車道も「中央高速道路」（調布インターチェンジ～河口湖インターチェンジ間のみ）とされていたが、その名称故に交通事故が頻発したため改称された。
案内向け名称で◯◯自動車道を使うようになったのは中国自動車道（高速自動車国道中国縦貫自動車道）が最初である。

## 路線番号の規則（高速道路ナンバリング）

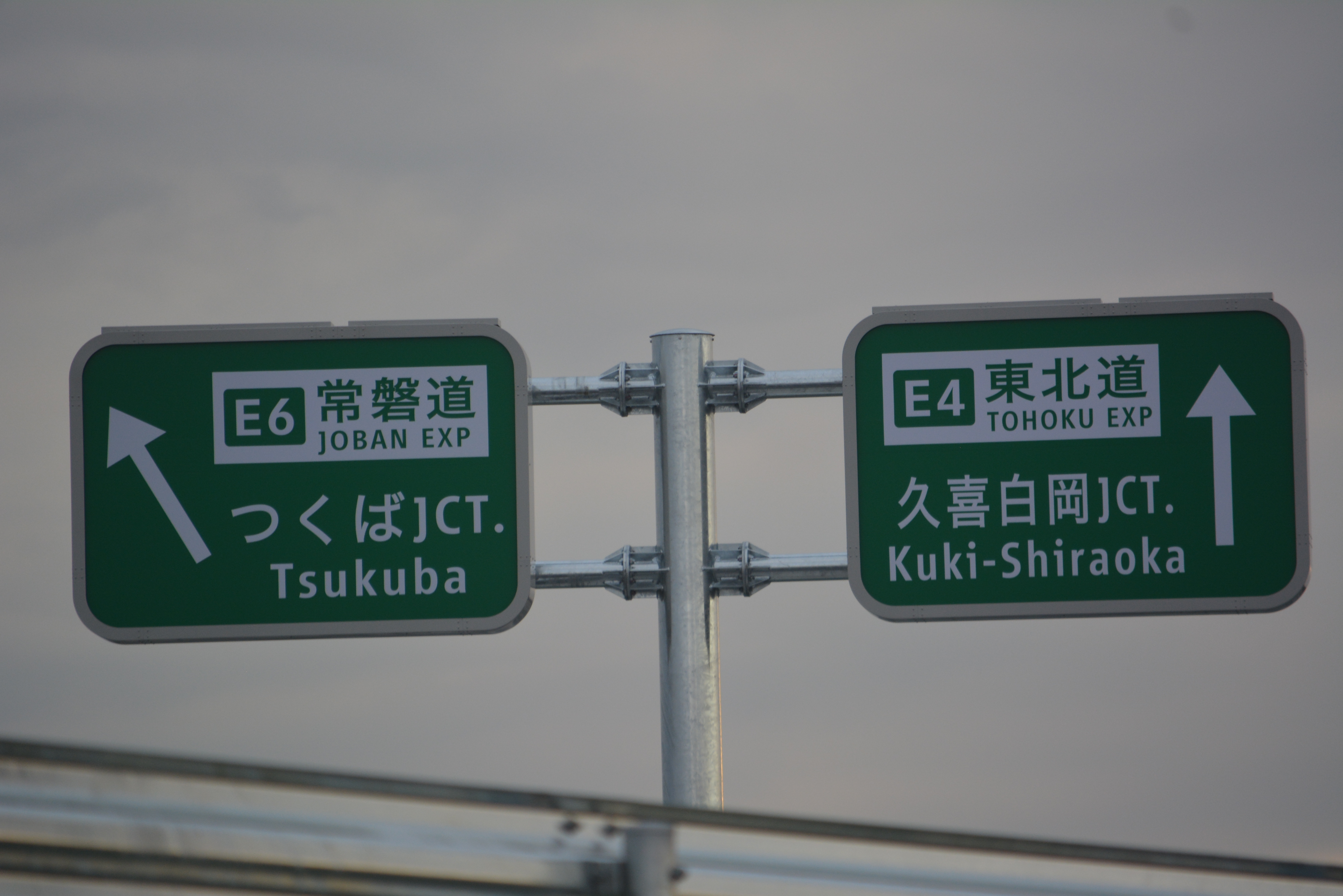
インターチェンジ入口に設置された方面及び方向標識に記された高速道路番号。圏央道常総IC。

2017年2月14日に、一部改正された「道路標識、区画線及び道路標示に関する命令」が施行され、高速道路番号の標識が新設された。
高速道路番号の考え方は、2016年9月に、国土交通省道路局が設置した有識者による高速道路ナンバリング検討委員会がとりまとめた「高速道路ナンバリングの実現に向けた提言」に基づいている。これによれば、以下のルールに基づいて高速道路にナンバリングが行われるべきとされた。
- ナンバリングの対象は「高規格幹線道路」の他、「高規格幹線道路網を補完して地域のネットワークを形成しており、利用者にシームレスに案内されるべき路線」「高規格幹線道路から主要な空港・港湾、観光地へのアクセスにおいて、利用者にシームレスに案内されるべき路線」を対象とする。既にナンバリングが行われている都市高速道路は対象外とする。

- 符番ルールは以下の通りとする。
  1. 原則として「高速道路とおおむね平行する主要な一般国道（≒旧一級国道+国道58号）」と同じ1桁・2桁の数字を付与し、「E+2桁の数字」のナンバリングを与える。番号は高速道路の路線名ごとの区間に依らず、並行する一般国道の起終点区間に準じて設定する。
  2. 1桁国道におおむね並行する以下の高速道路については二つにグループ化し、一方には「E+1桁+A」のナンバリングを与える。
    - 東名高速道路・名神高速道路：「E1」、新東名高速道路・伊勢湾岸自動車道・新名神高速道路：「E1A」
    - 山陽自動車道：「E2」、中国自動車道・関門自動車道：「E2A」
    - 九州自動車道：「E3」、南九州自動車道：「E3A」
    - 東北自動車道：「E4」、東北縦貫自動車道八戸線（八戸自動車道ほか）：「E4A」
    - 北海道縦貫自動車道（道央自動車道）：「E5」、北海道横断自動車道（札樽自動車道ほか）：「E5A」

  3. 首都圏・名古屋圏の環状高速道路については、「C+1桁の数字」を与える。数字は都市高速の環状線との整合性に配慮する。ただし、東京湾アクアライン・アクア連絡道は「CA」とする。
  4. 以上の要件に合致しない高速道路（並走する一般国道が旧二級国道を含む3桁の番号の路線、地域高規格道路で本来所属する一般国道の番号が上記と被る路線）については、「E+2桁の数字」（高規格幹線道路は59からの連番、その他の路線は80からの連番）のナンバリングを沿道の自治体コード順に基づき付番する。

## 道路標識・案内標識
| 自動車専用の規制標識 |  | 高速自動車国道の補助標識の追加 |
| 自動車専用の規制標識 |  | 高速自動車国道の補助標識の追加 |

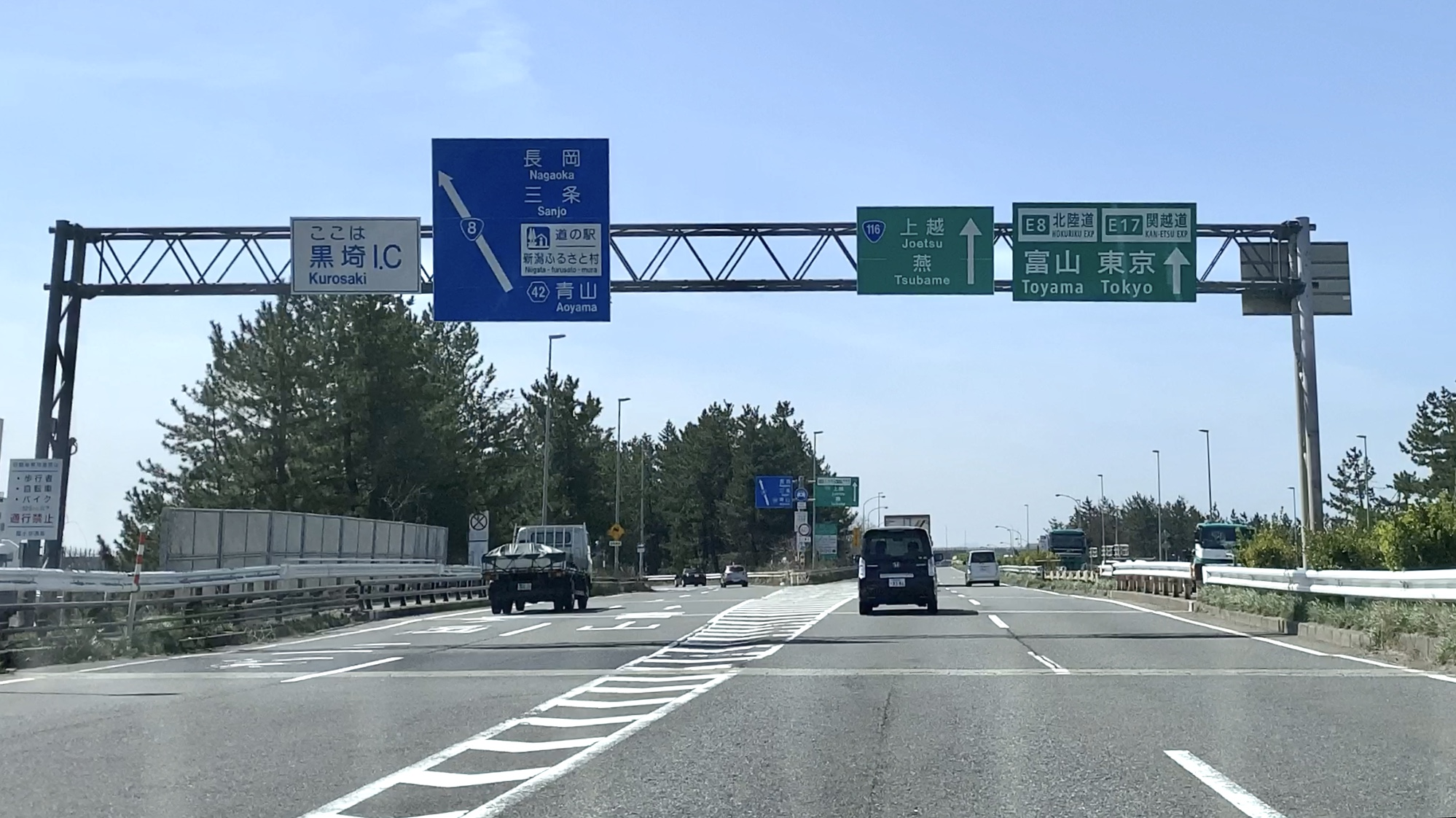
左から順に一般道（新潟バイパス）、自動車専用道路（新潟西バイパス）、高速自動車国道（北陸道・関越道）の標識

自動車専用の規制標識が用いられる。補助標識が追加される場合には「高速自動車国道」、「自動車専用道」（これは高速自動車国道ではない場合）などがある。
案内標識は緑地上に白字で書かれる。
案内標識の書体
書体は視認性を重視し、日本道路公団が開発した独自の書体の道路公団標準文字（公団文字・公団ゴシック）と呼ばれるものが使用されていた。1963年（昭和38年）の名神高速開通に間に合わせる形で実用化に向け標識に使用する書体のパターンが何種類か作られ、視認性などのテストが行われた。公団文字は、標識として掲示した際、100 km/hで100 - 150 m手前から6秒以内で認識できるように制作された。そのため、文字は角ばっており、画数の多い文字の一部を省略したりバランスを崩して視認性を確保したりとしているため、非常に独特な文字である。過去には、文字を省略したがゆえに誤字だと指摘を受けたこともある。ただ、新規の高速道路やICが開通する際に名称に使う文字がない場合には新たに作成する必要がある上、文字の組み合わせによっては文字の上下がそろっていないため、「東京」や「京都」等では、同じ文字を二度作る手間があった。
2010年（平成22年）には、レイアウトが変更され、日本語書体はヒラギノもしくは新ゴ、英字はVialog（ビアログ）、数字はFrutiger（フルティガー）となり、文字のサイズが従来より5 cm大きくなった（和文で55 cm、英文で30 cm）。新しいレイアウトでは、文字サイズが大きくなり、フォントが変更されたことによって視認性が旧タイプの標識より向上している。旧レイアウトでは英字が日本語の半分以下のサイズだったのに対し、新レイアウトでは英字のサイズが日本語の半分以上のサイズになっている。
首都高速や阪神高速など都市高速や東京外環自動車道・地方道路公社管理の自動車専用道路の道路標識では、1990年代以降、ゴナもしくは新ゴが主流になっている。
高速道路へのアクセス標識にも、高速道路のレイアウトを使用している場合がある。普通の道路標識にリブを2 - 6本つけた構造。

## 歴史
欧米諸国では第二次世界大戦以前から自動車が普及し高速道路が走っていたが、欧米に比べ自動車の普及が遅れた日本では、高速道路の建設自体が相当に遅れて始まった。

### 高速道路の建設構想
高速道路建設の着想自体は実業家の菅原通済が1929年（昭和4年）に東京 - 大阪間に306マイル64チェーン（約493 km）の自動車専用舗装道路を事業費8,000万円（当時）で建設し、民間で運営する構想を打ち出したのが最初である。この「日本自動車道株式会社」計画は道路運営会社自体も旅客・貨物輸送（バス・トラック運行）を行い一般の自動車にも有料通行をさせるという鉄道事業と有料道路事業の折衷的構想で計画書も当局に提出されたが、自動車が一般に本格普及する以前の時代で不況とそれに続く戦時体制によってまったく実現しなかった。日本で初めて高速道路構想が持ち上がったこのころの戦前の道路計画では、弾丸よりも速く走れるという意味で「弾丸道路」と呼ばれていた。東海道新幹線の原形となった鉄道が「弾丸列車」と称したところから命名されたものである。
ドイツのアウトバーンに刺激され、1938年（昭和13年）頃から高速道路である自動車専用国道の議論が始まった。1940年（昭和15年）には内務省により東京 - 下関間の高速国道の調査が始められ、1943年（昭和18年）に全国自動車国道計画を策定した。計画によれば、北は樺太の国境端から北海道の稚内 - 札幌 - 函館間、本州は青森 - 下関間を太平洋側と日本海側でそれぞれ結び、九州では門司 - 福岡 - 長崎間まであり、総延長は5490 km、設計速度は平坦部が150 km/h、丘陵部が100 km/hであった。国防上の要請もあり計画されたが1943年（昭和18年）、戦局のために最優先区間とした東京 - 神戸間の調査も打ち切られた。
| 田中清一 |  | 田中角栄 |
| 田中清一 |  | 田中角栄 |

敗戦後の日本復興のために奔走した、田中清一と田中角栄の二人の活動は、日本に高速道路を誕生させる大きなきっかけとなった。静岡県沼津市出身の実業家である田中清一は、1947年（昭和22年）に国土改造計画の中心的命題になった、国土の普遍的開発の具体策として「国土開発縦貫自動車道構想」を起案し、この構想は当時の国会議員らをも動かし、高速道路建設を実現する原動力となった。田中角栄は、戦後の日本の道路整備の方向性を明確にし、のちに内閣総理大臣になった政治家で、特に1953年（昭和28年）に揮発油税を道路特定財源とする法整備を推進し、道路整備の安定的な財源確保の大きな支えとなった。

### 高速道路の開通
日本における高速道路の本格的な実現は、昭和30年代の高度経済成長期に入ってからで、モータリゼーションを背景として大都市間を結ぶ幹線高速道路、そして東京や大阪をはじめとする大都市内の都市高速道路が急ピッチで建設されていくようになる。これらは国家的施策として計画が立案され、日本道路公団に管理を委ねるかたちで21世紀初頭まで引き続いて高速道路網の整備が促進され続けた。その進展と共に、日本の貨物輸送の主力は、従来の貨物列車からトラックによる自動車輸送を主軸とするようになっていった。
日本国政府が、高速道路建設の実現に向けて世界銀行に融資を求めた際に、1956年（昭和31年）に来日したアメリカ合衆国のワトキンス調査団から、日本の高速道路実現の是非について提出された報告書、通称「ワトキンス・レポート」の冒頭の内容は、当時の日本の道路事情の劣悪さを痛烈に批判するものであった。ワトキンスの発言に刺激された日本国政府は、翌年の1957年（昭和32年）に高速自動車国道法を制定し、これまで鉄道優先としてきた陸上交通政策から高速道路建設へと舵を切ることとなった。
日本の高速自動車国道の開通は、1963年（昭和38年）7月の名神高速道路 栗東IC - 尼崎IC間（71.7 km）が最初である。東海道新幹線開業の前年にあたるこの年に、自動車が時速100 kmで疾走する道路誕生のニュースは、世間を大いに沸かせることとなった。このルート上にあたる京都市は、政令指定都市のなかで最初に高速道路が走った都市となった。1965年（昭和40年）には、名神高速道路の名古屋 - 阪神地区間の全線（小牧IC - 西宮IC、193.9 km）が完成し、これまで自動車で5 - 6時間を要した移動時間が、2時間程で結ばれるようになり、名古屋 - 大阪間において自動車での日帰り移動が可能となった。

### 全国的高速道路網建設に向けた政府・国会の動き

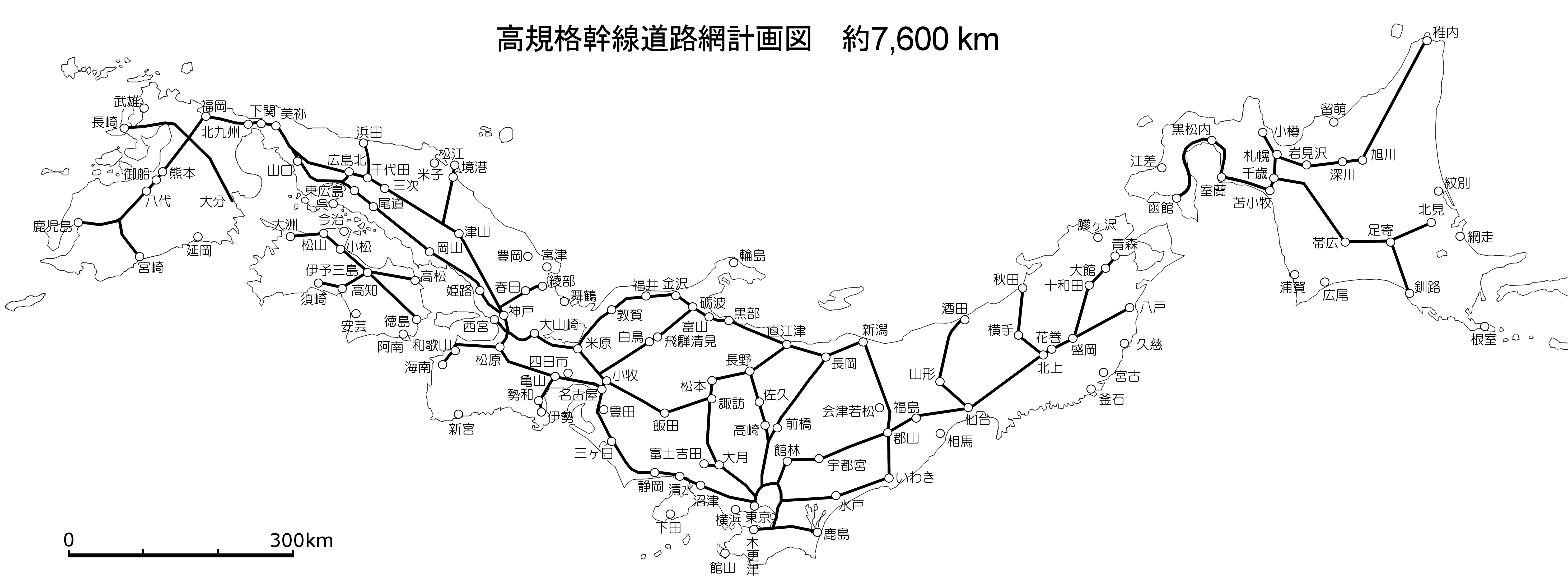
1966年に法成立した国土開発幹線自動車道網の計画図。

1987年の第四次全国総合開発計画の閣議決定によって新たな高規格幹線道路が追加されることとなった。

全国高速道路網整備の問題は、田中清一の運動以来、道路網整備の理念が先行していくとともに国会議員の政治活動にも巻き込まれていった。
1955年（昭和30年）6月、超党派の国会議員430名によって、中央・東北・北海道・中国・九州の自動車道の6本、合計約5000 kmを整備するため「国土開発縦貫自動車道建設法案」が提出される。
「自動車道」という文言は、建設省が推し進める戦前の自動車国道計画を意識した道路網の一環としての「高速道路」とは異なる概念として定義したものであり、既存の道路法に基づく一般道路とは異なり、道路運送法によって建設されるべき道路という思想が根底にあったため、国会審議と並行して建設省と運輸省の所管争いを伴った。
本法案は、赤石山脈を貫通する中央道建設上の技術的な問題をはらんでいたことと、道路運送法に準拠するという法的な問題を抱えたため、国会での法案成立まで5国会を経て約2年を要し、結局は原案にあった「別表」記載の路線通過位置を外して各自動車道の予定路線は別法律の定めによること、および、新たに既存の道路法上の道路の最上位に位置する「高速自動車国道」という概念が付け加えられて、建設省所管の道路法上の道路として1957年（昭和32年）4月に成立し決着をみた。「国土開発縦貫自動車道建設法」成立時には、建設計画として国土開発縦貫自動車道を含む「高速自動車国道法」も制定された。
国会では、中央自動車道と東名高速道路のどちらの建設を優先するか路線の選択に揺れている間、高速自動車国道建設の要望は全国各地で起こり、各路線ごとに道路建設法の単独立法が次々と成立していく状況を受けて、1966年（昭和41年）に政府起案の「国土開発縦貫自動車道建設法」一部改正法案とした「国土開発幹線自動車道建設法」が成立し、中央・東北・北陸・中国・九州のいわゆる縦貫五道を軸に、全国の都道府県を結ぶ32路線7600 kmの高速道路網が計画された。
しかしその後の社会的な交通状況の変化により、この計画が不十分だとして計画の見直しが行われることとなった。1987年（昭和62年）に修正変更が行われ、第四次全国総合開発計画の閣議決定により、高速道路43路線11,520 km、一般国道の自動車専用道路2,300 km、本州四国連絡道路180 kmの高速交通網から成る、全長14,000 kmの高規格幹線道路網が計画された。

### 高速道路網の拡大
昭和40年代以降、日本の高速道路建設は本格的に推し進められてゆき、1968年（昭和43年）に、東名高速道路の部分開通が始まり、翌1969年（昭和44年）には東名高速道路の東京 - 名古屋地区間（東京IC - 小牧IC、346.8 km）が全線開通した。同じ年に中央自動車道富士吉田線も開通しており、1982年（昭和57年）に中央自動車道の全線が開通した。
東京・大阪の二大都市間が高速道路で結ばれ、物資輸送の大動脈として活躍することとなり、国土開発幹線自動車道建設法の施行以後は、北海道から九州・沖縄までの各地で高速道路が毎年200から250 kmのペースで次々と開通してゆき、2014年（平成26年）時点で北海道の一部を除いて国土開発幹線自動車道網はすべて完成している。一方、本来であれば遅くとも2015年までに高速道路網がほぼ完成する予定であったが、バブル崩壊により実現せず、各地にミッシングリンクが残されている。
オートバイの二人乗りは、危険だとの理由から1965年（昭和40年）から日本では禁止された。これは世界的にも大韓民国と日本しかなく珍しいケースであった。そこに、アメリカ合衆国連邦政府から市場開放問題苦情処理推進会議にこの問題が提起され、内容は「高速道路のオートバイ二人乗り禁止は、大型自動二輪車の普及を阻害する非関税障壁だ」とするものであった。
規制緩和の機運が生じたことから、日本自動車工業会に二輪車特別委員会が設けられ、ヨーロッパのドイツとイタリアでの実態調査を行った結果、事故はごく少なく、そのリスクは一般道の3分の1で、事故発生率も1人乗りより下回っていることがわかった。こうした背景から、2004年の平成16年第159回国会で、二人乗り禁止を解除する法案が提出されて、同年6月9日に同法案が公布、1年後の2005年に施行された。

### 年表
- 1956年（昭和31年）
  - 3月14日：昭和27年に制定された旧法を廃止[26]し現行の道路整備特別措置法制定[27]
  - 4月16日：日本道路公団設立[27]
- 1957年（昭和32年）
  - 4月16日：国土開発縦貫自動車道建設法制定[27]
  - 4月25日：高速自動車国道法制定[27]
  - 5月8日：第1回国土開発縦貫自動車道建設審議会開催[27]
  - 10月17日：名神高速道路・小牧IC - 西宮IC間に施工命令[27]
- 1958年（昭和35年）7月25日：東海道幹線自動車国道建設法制定[28]
- 1963年（昭和38年）
  - 7月16日：日本初の高速自動車国道、名神高速道路・栗東IC - 尼崎ICが開通[28]
  - 7月20日：関越自動車道建設法制定[28]
- 1964年（昭和39年）7月1日：東海北陸自動車道建設法制定[28]
- 1965年（昭和40年）
  - 5月28日：九州横断自動車道建設法制定[28]
  - 6月11日：中国横断自動車道建設法制定[28]
  - 7月1日：名神高速道路・小牧IC - 一宮ICが開通し、名神高速道路の全線が開通[28]。
  - 10月20日：全国高速自動車国道建設協議会発足[28]
  - 11月1日：東北・中央・北陸・中国及び九州のいわゆる縦貫五道に関する基本計画が決定[28]。
- 1966年（昭和41年）7月1日：国土開発幹線自動車道建設法制定。7,600 kmのネットワークが制定される[28]。
- 1969年（昭和44年）5月26日：東名高速道路・大井松田IC - 御殿場ICが開通し、東名高速道路の全線が開通[29]。
- 1972年（昭和47年）10月1日：道路整備特別措置法施行令の一部改正により、料金プール制採用[29]。
- 1973年（昭和48年）
  - 9月6日：中央自動車道・瑞浪IC - 多治見ICが開通し、供用延長が1,000 kmを突破[29]。
  - 11月14日：関門橋が開通[29]。
- 1976年（昭和51年）12月19日：中央自動車道・韮崎IC - 小淵沢ICが開通し、供用延長が2,000 kmを突破[29]。
- 1981年（昭和56年）10月29日：宮崎自動車道・都城IC - 宮崎ICが開通し、宮崎自動車道が全線開通[30]。
- 1982年（昭和57年）
  - 3月30日：関越自動車道・越後川口IC - 長岡IC、常磐自動車道・谷田部IC - 千代田石岡IC、山陽自動車道・龍野西IC - 備前ICの3区間が開通し、供用延長が3,000 kmを突破[30]。
  - 11月10日：中央自動車道・勝沼IC - 甲府昭和ICが開通し、中央自動車道全線が開通[30]。
- 1983年（昭和58年）3月24日：中国自動車道・千代田IC - 鹿野ICが開通し、中国自動車道が全線開通。縦貫道が概成する[30]。
- 1985年（昭和60年）
  - 3月20日：広島自動車道全線が開通[30]。
  - 10月2日：関越自動車道・前橋IC - 湯沢ICが開通し、関越自動車道全線が開通[30]。
- 1987年（昭和62年）
  - 6月30日：第4次全国総合開発計画閣議決定。多極分散型の国土形成に対応する交流ネットワーク推進のため、14,000 kmの高規格幹線道路網が打ち出される[30]。
  - 9月1日：国土開発幹線自動車道建設法の一部改正。既定予定路線7,600 kmに新たに3,920 kmが追加され、11,520 kmとなる[30]。
  - 9月9日：東北自動車道・川口JCT - 浦和ICが開通し、東北自動車道全線が開通。首都高速川口線も開通したことで、青森県青森市から熊本県八代市まで高速道路が直結された[31]。
  - 10月8日：高知自動車道・大豊IC - 南国IC、沖縄自動車道・石川IC - 那覇ICが開通。供用延長が4,000 kmを突破[31]。
- 1988年（昭和63年）7月20日：北陸自動車道・朝日IC - 名立谷浜ICが開通し、北陸自動車道が全線開通[31]。
- 1991年（平成3年）
  - 3月28日：東名高速道路・大井松田IC - 御殿場ICの改築が完了[31]。
  - 12月7日：浜田自動車道・千代田IC - 旭ICが開通し、浜田自動車道全線が開通。供用延長が5,000 kmを突破[31]。
- 1992年（平成4年）4月19日：高松自動車道・高松西IC - 善通寺ICが開通し、四国の高速自動車国道が本州と直結[31]。
- 1993年（平成5年）
  - 3月25日：長野自動車道・豊科IC - 更埴ICが開通し、長野自動車道が全線開通[31]。
  - 3月29日：伊勢自動車道・勢和多気IC - 伊勢ICが開通し、伊勢自動車道が全線開通[31]。
  - 12月3日：東名阪自動車道・名古屋IC - 勝川ICが開通し、東名阪自動車道が全線開通[31]。
- 1994年（平成6年）
  - 3月30日：東京外環自動車道・大泉IC - 和光ICが開通し、首都圏の環状機能が強化される[31]。
  - 4月2日：関西国際空港線・泉佐野JCT - りんくうJCTの全線が開通[32]。
- 1995年（平成7年）
  - 4月28日：東名高速道路・厚木IC - 大井松田ICの改築が完了[32]。
  - 7月28日：九州縦貫自動車道・人吉IC - えびのICが開通し、九州自動車道が全線開通。青森から鹿児島を結ぶ列島縦貫軸が完成する[32]。
- 1996年（平成8年）
  - 11月14日：磐越自動車道・津川IC - 安田IC、上信越自動車道・小諸IC - 更埴JCT、山陽自動車道・神戸JCT - 三木小野ICが開通し、供用延長が6,000 kmを突破[32]。
  - 11月26日：大分自動車道・大分IC - 大分米良ICが開通し、大分自動車道が全線開通[32]。
  - 12月20日：名神高速道路・栗東IC - 瀬田東ICの改築が完了[32]。
- 1997年（平成9年）
  - 3月15日：岡山自動車道が全線開通[32]。
  - 10月1日：磐越自動車道・西会津IC - 津川ICが開通し、磐越自動車道が全線開通[32]。
- 1998年（平成10年）7月19日：名神高速道路・京都南IC - 吹田ICの改築が完了[32]。
- 2000年（平成12年）
  - 3月11日：徳島自動車道・井川池田IC - 川之江東JCTが開通し、徳島自動車道が全線開通。四国4県が結ばれる[32]。
  - 7月28日：松山自動車道・伊予IC - 大洲ICが開通し、松山自動車道全線が開通[32]。
- 2001年（平成13年）
  - 1月6日：国土開発幹線自動車建設審議会改め、国土開発幹線自動車道建設会議となる[33]。
  - 3月30日：日本道路公団がETCを導入。
- 2002年（平成14年）9月16日：東北中央自動車道・山形上山IC - 東根IC、高知自動車道・伊野IC - 須崎東ICが開通し、供用延長が7,000 kmを突破[33]。
- 2003年（平成15年）
  - 3月16日：中央自動車道・上野原IC - 大月ICの改築が完了[33]。
  - 12月25日：第1回国土開発幹線自動車道建設会議開催[33]。
- 2004年（平成16年）
  - 3月27日：長崎自動車道・長崎IC - 長崎多良見ICが開通し、長崎自動車道が全線開通[33]。
  - 6月9日：道路関係四公団民営化関係4法案制定[33]
- 2005年（平成17年）6月1日：道路関係四公団民営化関係法令公布[34]
- 2005年（平成17年）10月1日：道路関係四公団民営化会社発足[34]
  - 日本道路公団→NEXCO3社に分割（東日本高速道路・中日本高速道路・西日本高速道路）
  - 首都高速道路公団→首都高速道路
  - 阪神高速道路公団→阪神高速道路
  - 本州四国連絡橋公団→本州四国連絡高速道路
- 2006年（平成18年）10月1日：スマートインターチェンジ本格導入[35]。

## 建設費と償還

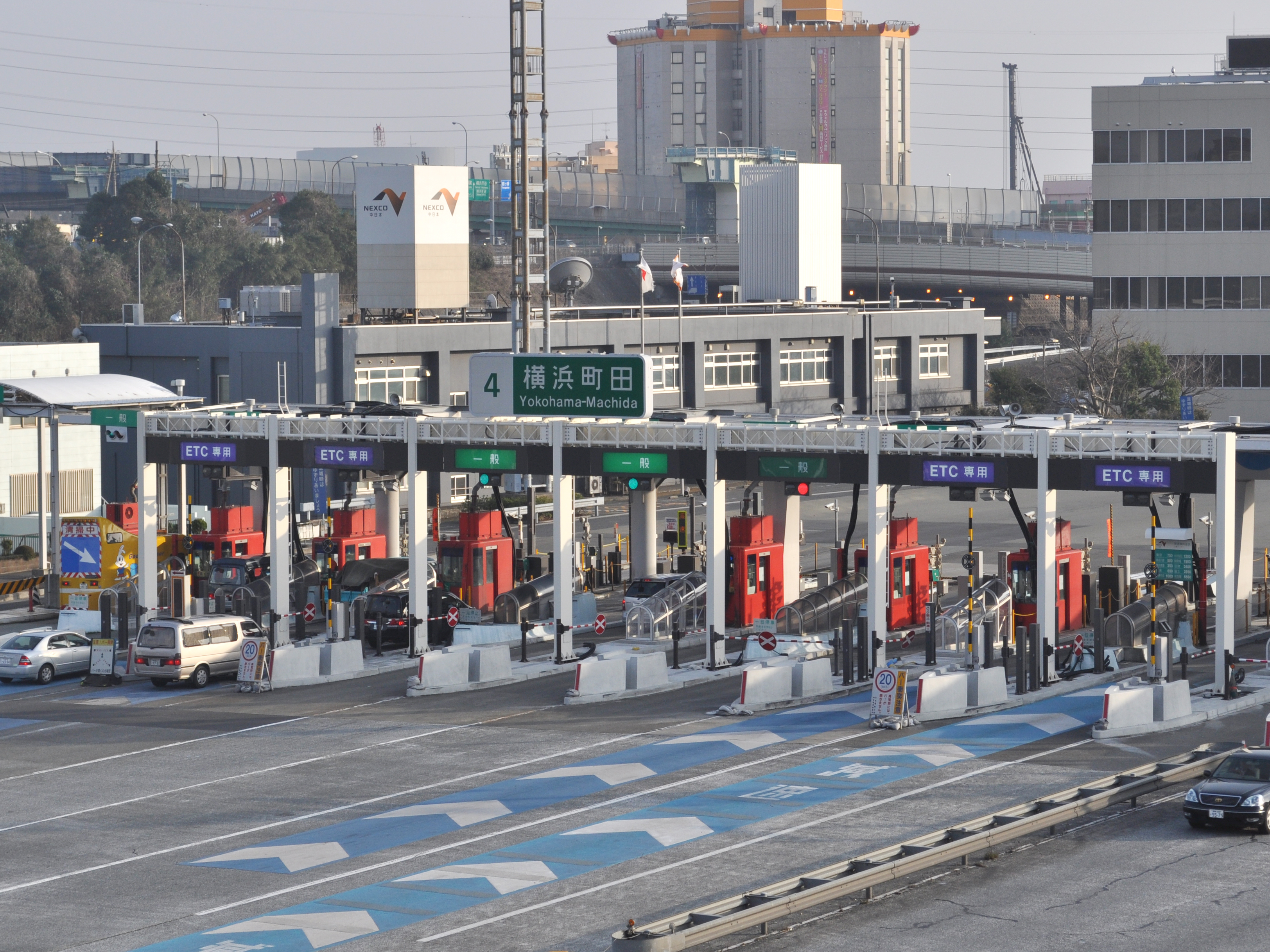
東名高速道路横浜町田インターチェンジの料金所

海外の高速道路は、通行料が無料のところも多いが、日本では1956年（昭和31年）に制定された道路整備特別措置法によって、有料道路制度が創設されたため、原則すべてが有料である。
建設開始当初、高速自動車国道は原則として、建設時の借入金が返済されるまで無料開放をしない有料道路との位置付けであった。このため各路線ごとの借入金が、それぞれの路線の収益により返済された後は、無料開放される予定であった。
だが1972年10月、根拠法である「道路整備特別措置法施行令」が第1次田中角栄内閣によって改正されて全国料金プール制（全国路線網）が導入され、全国の高速道路の収支を合算する（事実上のどんぶり勘定）こと、国土開発幹線自動車道建設審議会が高速道路の延伸を答申したため、東名高速道路や名神高速道路の収益で、他の赤字高速路線の借入金を返却する状態となった。赤字国債によって建設費を賄ったこともあり、無料化は度々先送りされた。
2002年（平成14年）8月7日に道路関係四公団民営化推進委員会は高速道路の無料開放を断念し、日本道路公団民営化に伴う高速道路の恒久有料化を決定した。この結果、高速道路の無料開放の可能性は一旦消滅した。道路公団民営化の方針で、2005年（平成17年）の民営化後45年以内に借入金を返済し、日本高速道路保有・債務返済機構を解散することが日本高速道路保有・債務返済機構法で義務化されている。民営化時の借入金は、約40兆円になった。
その後平成21年の衆議院議員選挙において、高速道路無料化をマニフェストに掲げた民主党が圧勝した。無料化が実現すればアメリカ合衆国のフリーウェイやドイツのアウトバーンと、先進国の主要道路と同様、基本的に車種を問わずに無料となる予定だったが、JRや高速バス、フェリーからの反発が根強い上、民主党が連立政権を組んでいた社民党は「（ガソリン税の暫定税率撤廃と同様に）地球温暖化対策に逆行する上、余計な財源が必要」として再考を求めていた。民主党内部でも約半数の議員がこの政策に懸念を示し、行政刷新会議の中でも事業仕分けリストの中に取り上げられるなど、政策は二転三転し、結果的に民主党はマニフェストを達成せぬまま下野した。
なお新直轄方式の高速自動車国道や一部の高速自動車国道に並行する一般国道自動車専用道路、一部の地域高規格道路、その他の自動車専用道路として無料開放されている路線もある。北陸自動車道の新潟西IC - 新潟黒埼ICは新潟西ICに接続する新潟西バイパスが開通したことによって、高速自動車国道では唯一1989年（平成元年）に無料開放された。
民営化時点における料金の徴収期間は、高速道路3社及び本州四国道路連絡橋については、2050年8月27日まで、首都高と阪神高速については、2050年9月30日までとなっていたが、2014年（平成26年）に、構造物の老朽化のため修繕費用を捻出する必要性から、さらに2065年9月30日まで料金徴収をすることが可能となるよう、関係法律が改正された。

## 整備の効果と悪影響

### 効果
|                                                                                                | 直接効果                            | 間接効果 |
| ---------------------------------------------------------------------------------------------- | ----------------------------------- | --- |
| 経済性                                                                                         | 輸送費の削減 走行費の節約           | （1）生産輸送計画の合理化効果 （2）工場進出、工業地帯の分散 （3）資源開発効果 （4）都市人口分散効果 （5）情報、流通経済の合理化 （6）市場圏の拡大 （7）需要、供給量の増加 |
| 円滑姓                                                                                         | 走行時間の節約                      | （1）生産輸送計画の合理化効果 （2）工場進出、工業地帯の分散 （3）資源開発効果 （4）都市人口分散効果 （5）情報、流通経済の合理化 （6）市場圏の拡大 （7）需要、供給量の増加 |
| 安全性                                                                                         | 交通事故の減少                      | （1）生産輸送計画の合理化効果 （2）工場進出、工業地帯の分散 （3）資源開発効果 （4）都市人口分散効果 （5）情報、流通経済の合理化 （6）市場圏の拡大 （7）需要、供給量の増加 |
| 快適性                                                                                         | 運転手の疲労度の軽減 交通快適の増大 | （1）生産輸送計画の合理化効果 （2）工場進出、工業地帯の分散 （3）資源開発効果 （4）都市人口分散効果 （5）情報、流通経済の合理化 （6）市場圏の拡大 （7）需要、供給量の増加 |
| （出典：峯岸邦夫編著『トコトンやさしい道路の本』日刊工業新聞社（2018年）p. 25 の表から引用。） |                                     | |

日本に高速道路が整備されたことにより、都市や拠点間の旅行時間が大幅に短縮され、交通が一般道路から高速道路へ転換されたことで従来道路の混雑が解消し、交通事故の減少をもたらしている。安定した高速走行により、自動車から排出される二酸化炭素（CO2）の削減にもつながっている。
こうした直接効果から副次的に生まれた間接効果として、都市部では年間を通じて品質の良い生鮮野菜や水産物の安定供給を受けることが実現可能になり、産地にとっても高速道路によって大市場へ出荷することができるようになったので、地域ブランド力や付加価値アップに貢献している。
産業経済面では、大都市圏を中心とする好立地条件を背景に、物流再編を可能とした経済成長を牽引する交通インフラとして機能している。例えば、2018年に発生した大阪府北部地震では、鉄道の運転見合わせや高速道路の通行止めが相次ぐ中で、舞鶴若狭自動車道だけが通行可能だったため、中部地方以東と中国地方以西の交通や流通をつなぐ冗長性機能を発揮した。
視点を変えて、高速道路を社会インフラ整備の一環として広義に捉えると、ケインズの経済理論に基づく有効需要や失業対策として、公共投資による高速道路の整備過程で、生産、雇用、消費などの経済活動が短期的に活発になって拡大する効果（いわゆるフロー効果）をもたらす経済政策の一つとして位置づけられている。

### 悪影響
環境に与える影響
道路建設が原因で周囲の自然環境や住環境が悪化する可能性がある。その点を鑑み付近の住民による反対運動も起こることもある。河川の上に高架で高速道路を建設した場合、河川の環境が悪化する場合もあり、さらに河川そのものを潰して道路がつくられてしまう場合もある。その際は自然環境ばかりか景観の悪化という問題も生じる。実際、環境問題に絡む紛争は各地で勃発しており、特に圏央道では沿線住民に加えて環境保護団体や革新系団体も参入し工事差し止め運動が頻発した。これらを考慮して近年整備される道路では、対策のひとつとして、道路の外側に10 - 20 mの用地幅をとって、植樹帯や遮音壁を設けた環境施設帯を設ける方法が取られている。
通行量の多い都市部や住宅密集地では騒音が問題となり、こうした日本の高速道路の多くは、延々と続く巨大な遮音壁を持つようになった。当初は臨時工作物のような防音壁であったが、東京大学教授の篠原修は、高速道路の防音壁デザイン検討委員会の一員だった当時、武者塀をイメージしたとされる防音壁のデザインを提案した。以降、道路の内側を包み込むような形態の、場合によっては透明アクリル板などを使用した防音壁デザインのものが広く定着していった。
コストの高さ、道路計画の不安定さ
高速道路は一般道路と比較して高速での走行が行えるよう設計されるため、概して建設コストが高い。社会情勢など様々な事情で計画自体が凍結、変更されることがあり、計画されても未着工の路線もある。そのため一部分が開通しても全線開通までの目処が全く立たない事例もある。特に高速道路網の整備が進んでいない地方部では、自治体の首長などが建設促進運動を展開することもある。
ゴミの投げ捨て、落下物、重大事故発生
高速道路においては、自動車が高速で移動することにより一般道路と比較した場合、運転手の行動が重大な事件・事故を引き起こす原因となる傾向にある。近年問題視されている問題としては、車両からのゴミ等の投擲および落下物問題があり、管理を行なう団体のパトロールや通報による現場到着から復旧作業にかかる経費や、職員の身の安全対策等が年々深刻になりつつある。
なお上記の落下物対策や安全な高速道路の通行を目的として、国家公安委員会から夜間の高速道路では、原則ハイビームの使用が推奨されている。勿論、運転に携わる者は「片側一車線」等の高速道路状況によりロービームとの使い分けを要求されるものであるが、様々な理由からハイビームを行わない運転者は多く、それに由来する2次衝突の事故が多い。
正当な理由無くロービームのまま走行を続けた結果、前方で起こった事故の存在に気づくのが遅れ、2次衝突を起こし、第2当事者となった場合は、刑事責任は問われないことがあっても、民事の損害賠償責任は免れない場合もある。判例では高速道路をロービームで走行していた結果、2次衝突を起こした責任を問われ、第2当事者が第1当事者（酒気帯びかつ一連の事故の主因となった者）と連帯して、計3億4千万円の賠償が命じられた例がある。